# Odontomantis micans
Odontomantis micans es una especie de mantis de la familia Hymenopodidae.

## Distribución geográfica
Se encuentra en Borneo y las islas de la Sonda.